# Chiasmoneura milligani
Chiasmoneura milligani är en tvåvingeart som först beskrevs av Tonnoir 1927.  Chiasmoneura milligani ingår i släktet Chiasmoneura och familjen platthornsmyggor. Inga underarter finns listade i Catalogue of Life.